# 王永志
王 永志（おう えいし、1932年11月17日 - 2024年6月11日）は、中華人民共和国の航空宇宙工学者であり、中国工程院の院士である。小惑星王永志（46669）の名前の由来となった人物でもある。

## 略歴
奉天省昌図県出身。幼少期は将来の夢として生物学者を挙げていたものの、朝鮮戦争が起きたことにより、パイロットになることを決意し、1952年に清華大学理工学部航空学科に入学する。1961年モスクワ航空大学を卒業。ここで、ヴァシーリー・ミシンの指導を受け、研究テーマは大陸間弾道ミサイルの設計に関するものだった。
1992年、921計画の総設計士に任命され、神舟宇宙船、長征2号Fブースター、酒泉衛星発射センターの設備、トラッキングネットワーク等の開発を指揮した。
2003年には胡錦濤国家主席より中国で最も権威ある科学技術賞、国家最高科学技術賞が授与された。
2008年には、第11期中国人民政治協商会議の科学技術界代表に選ばれた。
2024年6月11日に死去。